# Devassidão Total até o Último Orgasmo
Devassidão Total até o Último Orgasmo é um filme brasileiro de sexo explícito realizado na Boca do Lixo de São Paulo em 1986 e dirigido por Fauzi Mansur.

## Sinopse
Numa penitenciária feminina, as detentas sofrem todo tipo de abuso sexual, sendo forçadas até a terem relações sexuais com um gorila.

## Elenco
- Neusa Dias
- Márcia Ferro
- Custódio Gomes
- Sheila Santos
- Ronaldo Amaral
- Francisco Viana